# قطعنامه ۱۰۸۵ شورای امنیت
قطعنامه ۱۰۸۵ شورای امنیت سازمان ملل متحد که در تاریخ ۲۹ نوامبر ۱۹۹۶ تصویب شد، سندی بین‌المللی دربارهٔ مسئلهٔ در مورد هاییتی است. این قطعنامه طی نشست ۳۷۱۹ام با ۱۵ رای موافق، ۰ مخالف و ۰ ممتنع تصویب شد.